# Terebella stenotaenia
Terebella stenotaenia är en ringmaskart som beskrevs av Grube 1871. Terebella stenotaenia ingår i släktet Terebella och familjen Terebellidae. Inga underarter finns listade i Catalogue of Life.